# Тетрашвили, Гурам Георгиевич
Гура́м Гео́ргиевич Тетрашви́ли (род. 2 августа 1988, Орджоникидзе, СССР) — российский футболист, защитник.

## Клубная карьера
Воспитанник осетинского футбола. Дебютировал в профессиональном футболе в составе команды «Автодор» летом 2007 года. За клуб провёл три сезона, после его расформирования перешёл в «Аланию-Д». Затем год играл за пятигорский «Машук-КМВ» и полтора сезона — за владивостокскую «Луч-Энергию».
В конце 2014 года присоединился к клубу «Тосно». За команду провёл 50 матчей, был капитаном.
В январе 2017 года расторг контракт и присоединился к «Анжи». Незадолго до того команду возглавил Александр Григорян, ранее работавший с игроком в клубах «Машук-КМВ», «Луч-Энергия» и «Тосно». Дебютировал за махачкалинский клуб 1 марта того года в выездном матче четвертьфинала Кубка России против «Уфы», выйдя в стартовом составе и отыграв весь матч. В российской Премьер-лиге впервые выступил 12 марта 2017 в выездном матче 19-го тура против московского «Спартака». 25 ноября 2018 года контракт был расторгнут по обоюдному согласию. 23 января 2019 года было объявлено о возвращении Тетрашвили в «Анжи», но клуб по техническим причинам не смог заявить Тетрашвили и 9 марта того же года он стал игроком белорусского «Гомеля».

## Достижения
- Серебряный призер Первенства ФНЛ: 2014/15